# Romvi
Romvi, en grec moderne : Ρόμβη, est une île grecque du golfe Argolique. Elle a une superficie de 1,60 km2 et ne compte aucun habitant permanent en 2011.

## Situation
L'île de Romvi est située dans le golfe Argolique, en face de Tolo. Elle est rattachée au dème (municipalité) de Nauplie.

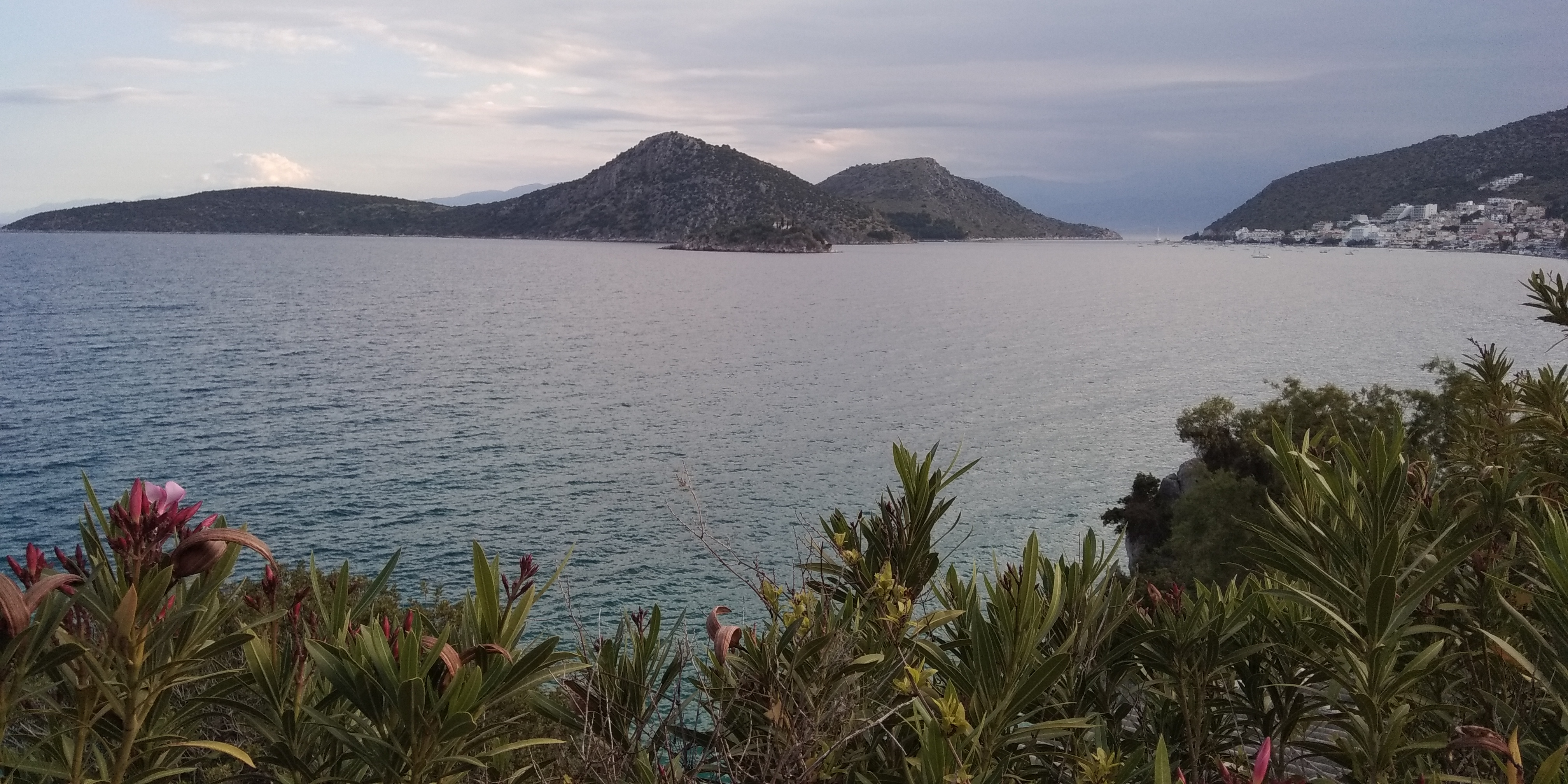
Vue de l'île de Romvi face à Tolo